# Friedrich Stübbe
Friedrich Karl Hermann Stübbe (* 27. Juli 1906 in Vlotho; † 1. Januar 1998 in Bad Oeynhausen) war ein deutscher Fabrikant und Inhaber der von seinem Vater 1908 gegründeten Firma Albert Stübbe Vlotho in der ostwestfälischen Stadt Vlotho an der Weser.

## Leben

### Unternehmerischer Werdegang
Friedrich Stübbe entstammte einer preußischen Familie mit einer 365jährigen Tuchmachertradition. Erst sein Vater Albert Johann Stübbe (* 10. Juli 1877 in Supraśl; † 26. Oktober 1921 in Vlotho) wandte sich als weichender Erbe des Tuchfabrikanten August Gustav Stübbe (1847–1915 in russischer Kriegsgefangenschaft) dem Gerbergewerk zu und ließ sich im Oktober 1902 als Lohgerbermeister in Vlotho an der Weser nieder, wo er 1908 die Lederhandlung und Schäftemacherei Albert Stübbe Vlotho gründete.
Friedrich Stübbe begann am 1. April 1920 eine kaufmännische Lehre bei der Gewerbebank Vlotho. Nach deren Abschluss trat er 1923 in den elterlichen Betrieb ein, welcher seit dem frühen Tod seines Vaters 1921 von seiner Mutter Anna Johanne Wilhelmine Luise Stübbe, geb. Lütkemeier (1881–1943) in ungeteilter Erbengemeinschaft fortgeführt wurde. 1927 erweiterte Friedrich Stübbe die Firma um eine Stanzerei und begann mit der Produktion von Artikeln für das Schuhmacherhandwerk. 1928 wird er nach dem Ausscheiden seiner Mutter und seiner Brüder Hugo Heinrich Hermann Adolf (1905–1941), Heinrich Friedrich Wilhelm (1907–1973) und Udo Ernst Arnold Stübbe (1919–1945 gefallen) alleiniger Inhaber des elterlichen Unternehmens.
1936 erwarb Friedrich Stübbe die ehemalige Zigarrenfabrik König in der Herforder Straße in Vlotho, in der während des Zweiten Weltkrieges Maschinen zur Gummibearbeitung, Schuhabsätze und Schuhe hergestellt wurden. Die 1945 gegründete Schuhfabrik wurde 1954 wieder geschlossen. Vorher hatte Friedrich Stübbe schon mit der Herstellung von Transportbändern begonnen. Mit der Gründung der Maschinenfabrik wurde das Portfolio 1952 um die Herstellung von Spritzgießmaschinen erweitert.
Da die durch Anbauten erweiterte Fabrik in der Herforder Straße nicht mehr ausreichte, wurden 1959 weitere Werkshallen auf dem Schützenplatz in Vlotho und in der früheren Papierfabrik in Kalldorf in Betrieb genommen. Hinzu kam ein Zweigbetrieb in Lemgo. 1961 erfolgte die Gründung der Abteilung Armaturen, 1966 wurde der Grundstein für eine Maschinenfabrik in der nordirischen Stadt Portadown gelegt. 1969 waren in der Firmengruppe Stübbe weltweit über 1900 Mitarbeiter tätig.
1969 entschloss sich Friedrich Stübbe zum Verkauf seiner Maschinenfabriken in Kalldorf und Portadown an den damaligen DEMAG-Konzern in Duisburg. Sein Vorhaben, mit seiner schwer asthmatischen ersten Ehefrau auf weitere Reisen zu gehen, zerschlug sich durch ihren plötzlichen Tod im selben Jahr.
Nach seiner erneuten Verheiratung und den im schweizerischen Kanton Wallis verbrachten Jahren 1970 bis 1972 beschloss Friedrich Stübbe, wieder aktiv in die Führung seiner verbliebenen Betriebe einzutreten. In den Jahren 1973 bis 1976 errichtete er in Wehrendorf und Lohe zwei neue Werke „auf der grünen Wiese“ und trieb die Entwicklung neuer Produkte voran.
1977 verkaufte Friedrich Stübbe seine Unternehmensgruppe auf Rentenbasis und Gewinnbeteiligung an die Gesellschafter von Stiebel Eltron in Holzminden. In Anlehnung an das alte Firmenlabel ASV für Albert Stübbe Vlotho firmierte seitdem das Unternehmen unter dem Namen ASV Stübbe GmbH & Co. KG im Vlothoer Ortsteil Wehrendorf. Die heutige Firmierung lautet Stübbe GmbH & Co. KG.

### Familie
Friedrich Stübbe war seit 1935 verheiratet mit Margarete Nebel (* 17. März 1915 in Bochum; † 15. Juli 1969 in Kampen auf Sylt), der Tochter des Kaufmanns und Badbesitzers zu Bad Seebruch bei Vlotho und zu Bad Hopfenberg bei Petershagen Friedrich Hermann Nebel (1883–1930) und der Marie Luise, geb. Niedernolte (1889–1972). Aus dieser Ehe entsprossen drei Söhne.
In zweiter Ehe war Friedrich Stübbe seit 1971 verheiratet mit Jane Kazumi Takizawa (* 14. Juni 1941 in Los Angeles, USA), der Tochter des Presse-Reporters zu Los Angeles (USA) Kichiro Takizawa (1904–1988) und der Ayako, geb. Shimoda (1914–2012). Aus dieser Ehe entsprossen Zwillingstöchter.
Friedrich Stübbe, zeit seines Lebens leidenschaftlicher Turner und Golfer, starb am 1. Januar 1998 in Bad Oeynhausen. Er wurde am 7. Januar 1998 in der Familiengruft Stübbe auf dem Vlothoer Kommunalfriedhof beigesetzt.